# 平均差
平均绝对离差（英語：mean absolute deviation, AAD），简称平均离差、平均差，是表示各个变量值之间离散程度的数值之一，指各个变量值同平均数的离差绝对值的算术平均数。
对于一个数据集 {\displaystyle X=\{x_{1},x_{2},\dots ,x_{n}\}}，其平均绝对偏差定义为：
平均绝对偏差 = {\displaystyle {\frac {1}{n}}\sum _{i=1}^{n}\left\vert x_{i}-m(X)\right\vert }
其中 {\displaystyle n}为数据集的大小，{\displaystyle m(X)}是对于数据集中趋势（central tendency）的描述函数，一般可以取均值（mean）、中位数（median）或者众数（mode），但需要注意的是，选取不同的中心描述函数对MAD的结果是有影响的。